# Coupe de l'IHF masculine 1990-1991
Navigation
Coupe de l'IHF 1989-1990 Coupe de l'IHF 1991-1992
La Coupe de l'IHF 1990-1991 est la 10e édition de la Coupe de l'IHF, aujourd'hui appelée Ligue européenne.
Organisée par la Fédération internationale de handball (IHF), la compétition est ouverte à 26 clubs masculins de handball de fédérations européennes membres de l'IHF. Ces clubs sont qualifiés en fonction de leurs résultats dans leur pays d'origine lors de la saison 1989-1990.
Elle est remportée par le club yougoslave du Borac Banja Luka, vainqueur en finale du club soviétique du CSKA Moscou.

## Présentation
En principe, les clubs vainqueurs de leur championnat national participent à la Coupe des clubs champions (C1) et ceux vainqueurs de leur coupe nationale participent à la Coupe des vainqueurs de coupe (C2).
Les clubs qui participent à cette compétition sont donc généralement ceux ayant terminé deuxième ou troisième de leur championnat national ou éventuellement les finalistes de leur coupe nationale.
Toutes les rencontres se déroulent en matchs aller-retour.
Six clubs sont exemptés du tour préliminaire, en lien avec l'édition précédente :
- le SKIF Krasnodar, en tant que vainqueur,
- le Borac Banja Luka, du fait de la présence en finale du RK Proleter Zrenjanin,
- le ŠKP Bratislava, du fait de la présence en demi-finale du HC Dukla Prague,
- le Atlético Madrid, du fait de la présence en demi-finale du CD Cajamadrid,
- le Vénissieux handball et le TUSEM Essen, pour une raison indéterminée.

## Résultats

### Tour préliminaire
| Équipe 1                  | Score    | Équipe 2              | Aller | Retour |
| ------------------------- | -------- | --------------------- | ----- | ------ |
| HV Tachos Waalwijk        | 43 – 37  | Forst SSV Brixen      | 24-11 | 19-26  |
| HC Herstal                | 36 – 35  | ZMC Amicitia Zurich   | 16-16 | 20-19  |
| HB Eschois Fola           | 29 – 50  | UHK Volksbank Vienne  | 15-24 | 14-26  |
| FC Porto                  | 59 – 49  | Maccabi Rishon LeZion | 26-22 | 33-27  |
| Ionikós de Néa Filadélfia | 36 – 36E | Arçelik Istanbul      | 25-14 | 11-22  |
| Minaur Baia Mare          | 44 – 43  | Tisza Volan Szeged    | 23-16 | 21-27  |
| Wisła Płock               | 43 – 47  | Empor Rostock         | 24-18 | 19-29  |
| Urædd Porsgrunn           | 36 – 45  | Redbergslids Göteborg | 16-20 | 20-25  |
| CSKA Moscou               | 64 – 35  | Pargas IF             | 33-16 | 31-19  |
| Stjarnan Garðabær         | 50 – 52  | Helsingør IF          | 27-25 | 23-27  |

### Huitièmes de finale
Les huitièmes de finale se sont déroulés du 2 au 11 novembre :
| Équipe 1              | Score   | Équipe 2            | Aller | Retour |
| --------------------- | ------- | ------------------- | ----- | ------ |
| HC Herstal            | 38 – 46 | RK Borac Banja Luka | 20-20 | 18-26  |
| Empor Rostock         | 56 – 41 | HV Tachos Waalwijk  | 25-15 | 31-26  |
| Minaur Baia Mare      | 38 – 45 | TUSEM Essen         | 20-21 | 18-24  |
| Volksbank Vienne      | 37 – 36 | SKIF Krasnodar T    | 19-19 | 18-17  |
| Redbergslids Göteborg | 25 – 49 | HB Vénissieux 85    | 15-27 | 10-22  |
| Arçelik Istanbul      | 40 – 58 | ŠKP Bratislava      | 16-26 | 24-32  |
| FC Porto              | 43 – 53 | Atlético Madrid     | 23-26 | 20-27  |
| Helsingør IF          | 42 – 43 | CSKA Moscou         | 19-17 | 23-26  |

En huitièmes de finale, le HB Vénissieux 85 a sèchement éliminé le club suédois du Redbergslids Göteborg. Lors du match aller à Göteborg, les joueurs de Sead Hasanefendić réalisent un début de match parfait en menant 8 à 0 à la 22e minute puis maîtrisent leur match pour s'imposer 27 à 15 face à des Suédois peu habitués à une telle déroute. Avec une avance de 12 buts, le suspense est faible pour le match retour. Si au bout d'un quart d'heure, les deux équipes sont à égalité 3-3, les Vénissians enchaînent par un 6 à 0 qui annihile tout espoir aux Suédois qui boivent le calice jusqu'à la lie : 0/5 aux penaltys, un but du gardien Mirko Bašić, un total de 24 pertes de balle et 13 minutes sans marquer ponctué d'un 9-0 pour les Français. Au bilan, une nouvelle victoire de 12 buts des Lyonnais qui se qualifient pour la première fois en quart de finale d'une coupe d'Europe :
- Aller à Göteborg : HB Vénissieux 85 bat Redbergslids : 27-15 (11-5)
  - HB Vénissieux 85 : Monthurel  (10), Munier (6), Lepetit (3), Julia (2), Lathoud (2), Moualek (2), Ouerghemmi (1), Amalou (1). Bašić (GB)
- Retour à Vénissieux : HB Vénissieux 85 bat Redbergslids : 22-10 (9-4)
  - HB Vénissieux 85 : Munier (5), Ouerghemmi (3), Moualek (3), Champenoy (3), Monthurel  (3), Julia (2), Lepetit (1), Lathoud (1), Bašić (1). Bašić (GB)

### Quarts de finale
Les quarts de finale se sont déroulés du 17 au 24 février :
| Équipe 1         | Score    | Équipe 2            | Aller | Retour |
| ---------------- | -------- | ------------------- | ----- | ------ |
| Empor Rostock    | 32 – 39  | RK Borac Banja Luka | 18-22 | 14-17  |
| Volksbank Vienne | 28 – 43  | TUSEM Essen         | 16-16 | 12-27  |
| HB Vénissieux 85 | 40 – 40E | ŠKP Bratislava      | 24-20 | 16-20  |
| Atlético Madrid  | 37 – 43  | CSKA Moscou         | 17-21 | 20-22  |

En quarts de finale, le HB Vénissieux 85 est éliminé par le club tchécoslovaque du  ŠKP Bratislava. Après avoir mené de 8 buts lors du match aller, les joueurs de Sead Hasanefendić dilapident leur capital en laissant Bratislava ne s’incliner que de 4 buts. De même, lors du match retour, les Vénissians maîtrisent et sont même sur le chemin de remporter le match. Toutefois, lors du dernier quart d’heure, les Français accumulent les ballons perdus, aussitôt convertis en contres assassins. A quelques secondes de la fin. Mirko Bašić repousse un penalty de Branislav Dojčák mais Kalafus récupère la balle et marque : battus 16 à 20, Vénissieux est alors éliminé selon la règle des buts marqués à l'extérieur.
- Aller à Vénissieux : HB Vénissieux 85 bat ŠKP Bratislava 24-20 (13-9)
  - HB Vénissieux 85 : Lathoud (6, dont 1 pen.), Lepetit (2), Monthurel (3, dont 1 pen.), Munier (3), Julia (4), Ouerghemmi (6). Bašić (GB)
- Retour à Bratislava : ŠKP Bratislava bat HB Vénissieux 85 20-16 (5-6)
  - HB Vénissieux 85 : Monthurel  (6, dont 1 pen), Lathoud (3), Munier (3), Bachelet (1), Lepetit (1) Moualek (1), Ouerghemmi (1). Bašić (GB)

### Demi-finales
Les demi-finales se sont déroulés du 7 au 14 avril  :
| Équipe 1       | Score    | Équipe 2            | Aller | Retour |
| -------------- | -------- | ------------------- | ----- | ------ |
| TUSEM Essen    | 36 – 36E | RK Borac Banja Luka | 24-17 | 12-19  |
| ŠKP Bratislava | 35 – 52  | CSKA Moscou         | 21-23 | 14-29  |

### Finale
Les finales se sont déroulés le ? et 19 mai 1991 :
| Équipe 1            | Score   | Équipe 2    | Aller | Retour |
| ------------------- | ------- | ----------- | ----- | ------ |
| RK Borac Banja Luka | 43 – 39 | CSKA Moscou | 20-15 | 23-24  |

#### Finale aller
| ? mai 1991 | RK Borac Banja Luka     | 20 – 15 | CSKA Moscou               | Salle Borik, Banja Luka Affluence : 3 000 Arbitrage : Jo Niser, Vim Struik |
| ? mai 1991 | Aleksandar Knežević (6) | (9-6)   | Medvedev & Douïchebaïev 4 | Salle Borik, Banja Luka Affluence : 3 000 Arbitrage : Jo Niser, Vim Struik |
| ? mai 1991 | ×5                      | ,       | ×4                        | Salle Borik, Banja Luka Affluence : 3 000 Arbitrage : Jo Niser, Vim Struik |

- RK Borac Banja Luka : Zlatan Arnautović (en) (GB), Mehmedalija-Dado Mulabdić (GB) ; Draško Prtina, Senjanin Maglajlija (3), Aleksandar Knežević (6 dont 1/3 pen), Davor Perić (1), Samir Nezirević (5), Ivan-Jani Čop (2), Božidar Jović (2), Goran Stupar, Andrej Golić, Dragan Marković. Entraîneur : Velimir Petković.
- CSKA Moscou : Pavel Soukossian (GB), Mikhaïl Levine (GB) ; Nicolaï Ermoline (2), Medvedev (4), Kozlov, Vadim Mourzakov, Andreï Antonevitch (de), Kackan (1), Talant Douïchebaïev (4), Igor Vlaskine, Sereguine (1), Viatcheslav Gorpichine (3 dont 3/3 pen.). Entraîneur : Anatoli Fedioukine

#### Finale retour
| 19 mai 1991 16h00 | CSKA Moscou              | 24 – 23 | RK Borac Banja Luka   | Complexe sportif du CSKA, Moscou Affluence : 1 000 Arbitrage : Ole Kristensen, Per Jorgensen |
| 19 mai 1991 16h00 | Mourzakov & Gorpichine 7 | (12-10) | Aleksandar Knežević 6 | Complexe sportif du CSKA, Moscou Affluence : 1 000 Arbitrage : Ole Kristensen, Per Jorgensen |
| 19 mai 1991 16h00 | ×5 ×2                    | ,       | ×8                    | Complexe sportif du CSKA, Moscou Affluence : 1 000 Arbitrage : Ole Kristensen, Per Jorgensen |

- CSKA Moscou : Pavel Soukossian (GB), Mikhaïl Levine (GB) ; Nicolaï Ermoline (1), Medvedev (1), Kozlov (), Vadim Mourzakov (7), Andreï Antonevitch (de), Kackan, Talant Douïchebaïev (5, ), Igor Vlaskine, Sereguine (3), Viatcheslav Gorpichine (7). Entraîneur : Anatoli Fedioukine.
- RK Borac Banja Luka : Zlatan Arnautović (en) (GB), Mustafa Torlo, Draško Prtina, Senjanin Maglajlija (2), Davor Perić (1), Andrej Golić, Aleksandar Knežević (6), Goran Stupar, Dragan Marković, Samir Nezirević (4), Ivan-Jani Čop (3), Božidar Jović (2). Entraîneur : Velimir Petković.